# زين العابدين الشرواني
زين العابدين الشيرواني (1779/80—1837)، كان عالمًا إيرانيًا، ومتصوفًا، ورحالة، ألف كتاب الجغرافيا بستان السياحة.

## سيرة
وُلد في مدينة شماخي في منطقة شيروان، وكان ينتمي إلى عائلة مسلمة شيعية. كانت المنطقة آنذاك تحت حكم خانات شروان، وهي تابعة لإيران الزندية. وفي سن الخامسة، ذهب الشرواني إلى مدينة كربلاء برفقة والده الملا إسكندر، حيث درس هناك لمدة اثني عشر عامًا. هناك التقى الشرواني بالسادة نعمة الله معصوم علي شاه داكاني ونور علي شاه أصفهاني. وعندما عاد الشرواني إلى إيران في عام 1814، حاول العثور على منزل في عدة أماكن، واستقر في النهاية في مدينة شيراز. توفي لاحقًا في عام 1837 أثناء الحج إلى مدينة مكة المكرمة.
ومن بين تلاميذ شيرواني كان رضا قولي خان هداية (توفي عام 1871)، مؤرخ أدبي، ومدير، وشاعر.
اشتهر الشرواني بكتاباته حول مفهوم إيران. وفي عام 1813 كتب يقول إن أراضي إيران منذ قديم الزمان كانت تمتد من نهر الفرات إلى جيحون، ومن دربند إلى ساحل عمان. على الرغم من أن الشرواني لم يكن وطنيًا أو قوميًّا، إلا أنه أظهر تعلقه بأهل الفرس (شعب بلاد فارس)، مدعيًا أنهم عشيرة عظيمة وأنهم خالون من الفقر من حيث الفكر والاستعداد مقارنة بأهل الربع المأهول من العالم.
كانت نظرة الشرواني منطلقة من نظره لتدهور العالم الإسلامي، وقد أبدى انزعاجه مما وصل له حال المسلمين في القوقاز وإيران وعربستان (بلاد العرب)، فكانت كتاباته ذات طابع حنيني تجاه الخلافة العباسية وتاريخ إيران.